# Lewis Latimer

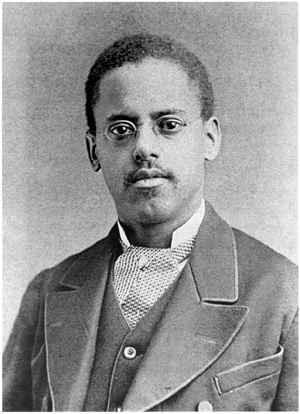
Lewis Latimer

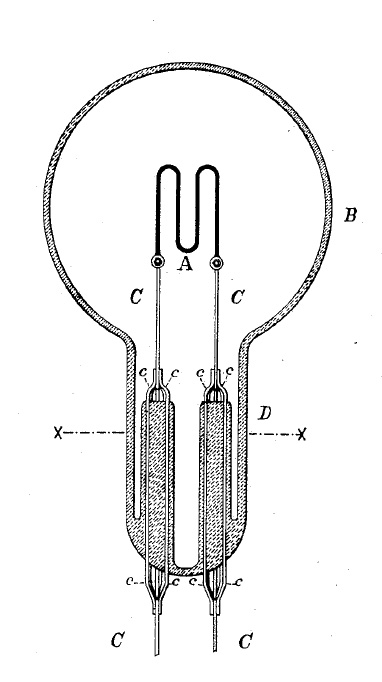
Detailzeichnung von Latimer aus US-Patent 244.277 von 1881. Der Chefentwickler der United States Electric Lighting Co. Hiram Maxim gab dem Karbonglühmaterial seiner Kohlenfadenlampen die Form eines „M“. Die Schwierigkeit, kohlenstoffhaltiges Material beim Verkohlen in einer bestimmten Form zu halten, motivierte seinen Mitarbeiter Lewis H. Latimer vermutlich zu seinem Patent 252.386, mit dem solche Glühfäden hergestellt werden können.

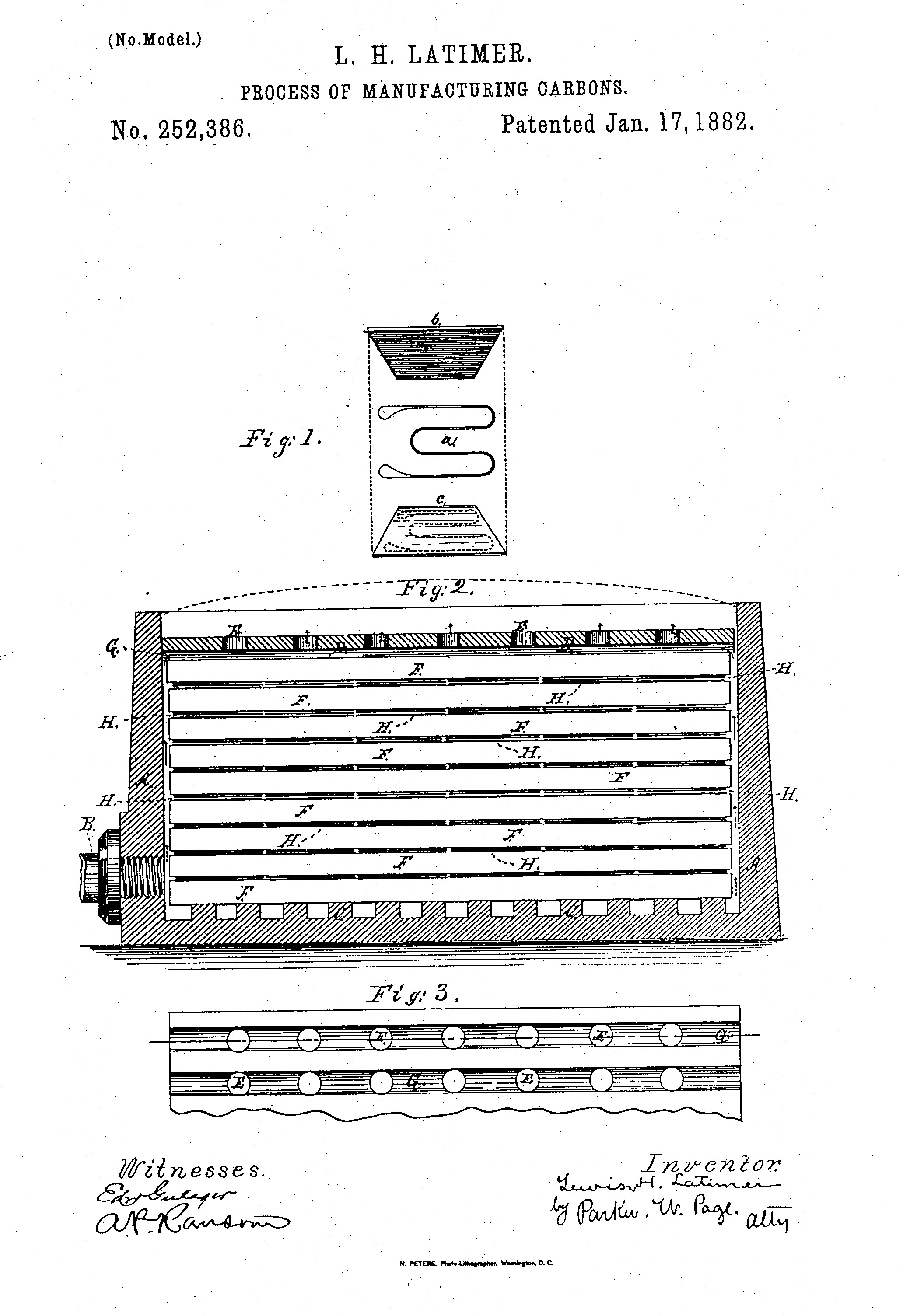
Erste Seite des Patents 252.386, Prozess zur Herstellung von Kohlefäden. Latimer ist Patentinhaber und hat die Zeichnung angefertigt.

Lewis Howard Latimer (* 4. September 1848 in Chelsea, Massachusetts; † 11. Dezember 1928 in New York, NY) war ein Erfinder, Patentexperte der Elektroindustrie in der Gründerzeit, Autor eines Fachbuches und eines Lyrikbuches. Er verbrachte einen großen Teil seines Arbeitslebens im Unternehmen von Thomas Alva Edison.
Er war am Anfang seines Lebens mitten in den sozialen Umwälzungen der Zeit, von der Sklaverei betroffen und aktiv Beteiligter der Sezessionskriege. Danach war er aktiv Beteiligter an der technologischen Umwälzung der Elektrifizierung, war für mehrere wichtige Elektrofirmen der Gründerzeit tätig und hat deren Kämpfe um Marktanteile und Verteidigung ihrer Innovationen an vorderster Stelle miterlebt und mitgestaltet. An der Ausfertigung eines der wichtigsten Patente des 19. Jahrhunderts, des Telefonpatents von Alexander Graham Bell, war er als Zeichner beteiligt. Ein anderes Jahrhundertpatent, das Glühlampenpatent von Thomas Alva Edison, hat er in zahlreichen Gerichtsverfahren als technischer Experte und Patentexperte gegen betrügerische Antizipationsbehauptungen und andere Anfechtungen verteidigt.
Lewis Howard Latimer ist ein frühes Beispiel für Leistungen von Afroamerikanern beim Aufbau moderner Industrien in den USA.

## Leben
Lewis Howard Latimer ist das vierte Kind eines aus Virginia in die Nordstaaten nach Boston, Massachusetts entkommenen Sklaven. Sein Vater wurde von Sklavenjägern aufgespürt und inhaftiert, aber durch Freikauf von Gegnern der Sklaverei vor der Abschiebung bewahrt. Lewis Howard Latimer wuchs in Armut auf, hatte nur eine rudimentäre Schulausbildung und begann bereits im Alter von 10 Jahren mit Erwerbstätigkeiten. Ab 1861 arbeitete er als Bürojunge für Isaac Wright, einen renommierten Anwalt. Er fälschte sein Geburtsjahr, um in die U.S. Navy aufgenommen zu werden und bei den Sezessionskriegen (1861–1865) in den Jahren 1864 und 1865 mitkämpfen zu können.
Danach arbeitete er als Bürohilfe bei der Patentanwaltsfirma Crosby Halstead and Gould, zunächst zu wöchentlich $3.00. Nachdem sein Chef sein zeichnerisches Talent entdeckt hatte, wurde das Anfertigen technischer Zeichnungen für Patentanmeldungen seine Hauptaufgabe. 1878 stieg er zum Leiter der technischen Zeichner auf. Während der Tätigkeit konnte er grundlegende Kenntnisse über das Patentrecht erwerben und wurde durch den Kontakt mit vielen Erfindern offenkundig selbst zu Experimenten angeregt.
1874 erlangte Lewis H. Latimer zusammen mit Charles W. Brown sein erstes Patent, ein verbessertes Toiletten-System für Eisenbahnwagen (U.S. Patent 147.363: „Water Closet for Railroad Cars'“).
1876 wurde er von Alexander Graham Bell mit den Patentzeichnungen für sein Telefonpatent beauftragt, eines der wirtschaftlich wichtigsten Patente des 19. Jahrhunderts. Auch Zeichnungen für die frühen Elektroerfindungen von Elihu Thomson, einem Mitbegründer von General Electric, stammen von Latimer.
1880 ging er mit seiner Familie nach Bridgeport, Connecticut, wo er als Direktionsassistent bei der United States Electric Lighting Company von Hiram Maxim eingestellt wurde, einem Rivalen von Thomas Alva Edison. Maxim war insbesondere von den zeichnerischen Fähigkeiten Latimers und dessen Patentwissen angetan. Offenkundig bekam Latimer auch Gelegenheit für eigene Experimente auf dem Gebiet der Glühlampenentwicklung. Er arbeitete in allen Bereichen der Produktion mit und entwickelte sich zu einem Techniker weiter.
Im Januar 1882 erhielt er ein Patent für einen verbesserten Prozess zur Herstellung von Kohlefäden. Bei der Herstellung von Kohlefäden sind mehrere Schwierigkeiten zu lösen: Die Hitze muss den Kohlefaden möglichst gleichmäßig umströmen, entweichende Gase müssen abgeführt werden, ohne dass Sauerstoff eindringt und die in einem Arbeitsvorgang verkohlten Fäden dürfen nicht zusammenkleben. Ein besonderes Problem ist die Verhinderung von Verformungen während der Verkohlung und das Erreichen der gewünschten Formgebung der Fäden. Die Fäden mit zirka 0,25 mm Durchmesser sind nach der Verkohlung spröde und fragil und kaum noch formbar. Latimers Vorrichtung zur Verkohlung von Pflanzenfasern löste alle Anforderungen. Wahrscheinlich hat sein Arbeitgeber die charakteristische „M-Form“ der Glühfäden der Kohlenfadenlampen aus seiner Produktion mit Latimers Erfindung hergestellt.
Von der United States Electric Lighting Co. wurde er 1882 nach England geschickt, um dort den Aufbau einer Lampenproduktion der Maxim-Weston Electric Light Co. zu leiten. Er soll die komplette Ausbildung der Arbeiter in allen Schritten der Lampenherstellung selbst durchgeführt haben.
Auch nach Philadelphia, New York and Montreal reiste er, um die Installation elektrischer Lichtsysteme zu überwachen und anzuleiten. In Montreal soll er in kürzester Zeit französische Sprachkenntnisse erworben haben, um die Arbeiter instruieren zu können.
Latimer hat die United States Electric Lighting Co. offenkundig Anfang 1883 verlassen, als Hiram Maxim nach England ging, um sich mit der Entwicklung eines Maschinengewehrs zu befassen. Er arbeitete danach kurze Zeit für die Omstead Electrical Co. und die Acme Electric Light Co., zwei Elektrofirmen im Raum New York.
1884 wechselte Latimer zur Edison Electric Light Co. als Zeichner; 1890 wurde er Chefzeichner der Edison-Unternehmensgruppe. Sein profundes Wissen über Patentvorbereitung, Patentinterpretation und die Patentsituation in der Elektrobranche durch seine Beteiligung seit Entstehen der Branche machten ihn bald zu einem unersetzlichen Experten in Patentangelegenheiten. Er beschrieb später, dass er häufig wegen seiner Hautfarbe auf Ablehnung stieß und sich mit Kompetenz, Können und Freundlichkeit Anerkennung verschaffen musste.
1890 veröffentlichte Latimer sein Buch „Incandescent Electric Lighting, A Practical Description of the Edison System“ mit zwei ergänzenden Kapiteln der Autoren John W. Howell und C. J. Fields.
1893 behaupteten drei Elektrofirmen eine Antizipation des Edison-Glühlampenpatents durch den aus Deutschland stammenden Heinrich Göbel. Latimer war beauftragt, die Biografie von Heinrich Göbel zu überprüfen und Personen ausfindig zu machen, die mit ihm im Laufe seines Lebens zu tun hatten. Er fand etliche Personen aus dem Umfeld Göbels, deren eidesstattlichen Aussagen den Angaben Göbels widersprachen. (Siehe Patentprozesse mit„Goebel-Defense“)
1896 wurde Lewis Howard Latimer Chefzeichner und Patentexperte des Board of Patent Control der Unternehmen General Electric and Westinghouse. Diese Position hatte er bis zu dessen Auflösung 1911 inne. Die Edison-Unternehmen und das Elektrounternehmen Thomson-Housten Co. haben 1892 durch eine Fusion die General Electric Co. gegründet. Das gemeinsam von General Electric mit dem Konkurrenten Westinghouse gegründete Board of Patent Control sollte offenkundig die Patentinteressen beider Unternehmen gemeinsam wahrnehmen und unter anderem Informationen über Patentverletzungen sammeln. Mehr als 600 Patentgerichtsverfahren gegen Dritte wurden eröffnet und Patentstreitigkeiten zwischen General Electric und Westinghouse außergerichtlich geregelt.
1906 unterrichtete er Jugendliche aus armen Familien im Rahmen eines sozialen Projektes im Anfertigen von Zeichnungen.
1911 wurde er Partner in der Firma von Edwin W. Hammer in New York, einem Patentanwalt und Ingenieur.
Lewis Howard Latimer setzte sich 1922 im Alter von 74 Jahren aus Gesundheitsgründen zur Ruhe und veröffentlichte 1925 einen Gedichtband mit dem Titel „The Poems of Love and Life“. Er war zeitlebens an Musik, Lyrik, Malerei und Bürgerrechtsfragen interessiert und er trug eine umfangreiche persönliche Bibliothek zusammen. Er korrespondierte mit Intellektuellen, die in der Frage der Rassenintegration engagiert waren. Mit Richard Theodore Greener, dem ersten afroamerikanischen Harvard-Absolventen, war er befreundet. Er starb am 11. November 1928 in seinem Haus in Flushing, Queens New York. Das Haus wurde 1988 demontiert und an anderer Stelle in Queens als Museum wieder aufgebaut.
Lewis Howard Latimer gehörte zu den Edison Pioneers, einer Gruppe von zirka 28 Personen, die besonders lange und mit besonderen Verdiensten in Edison-Unternehmen gearbeitet haben. Er war der einzige Afroamerikaner in dieser Gruppe, die sich regelmäßig zu Edisons Geburtstag traf.

## Familie
Lewis Howard Latimer war das jüngste von vier Kindern von Rebecca (1826–1848) und George Latimer (1818 bis zirka 1880), der ein ehemaliger Sklave war.
Er heiratete Mary Wilson aus Fall River, Massachusetts am 20. September 1873 und hatte mit ihr zwei Töchter. Emma Jeannette wurde 1883 geboren und Louise Rebecca 1890.

## Zitat
Lewis Howard Latimer über die Glühlampe, ein Beispiel seiner lyrischen Ausdrucksweise:
„Like the light of the sun, it beautifies all things on which it shines, and is no less welcome in the palace than in the humblest home.“
(Wie das Licht der Sonne macht sie alle Dinge, auf die sie scheint, schöner, und ist in Palästen nicht weniger willkommen als im bescheidensten Haus.)

## Notizbücher
Lewis Howard Latimer hat zeitlebens Notizbücher geführt, die sich heute in verschiedenen Sammlungen in den USA befinden. Sie enthalten Zeichnungen und Aufzeichnungen nicht patentierter Erfindungen, Gedichte, Theaterstücke, Aufzeichnungen seiner Gedanken und Protokollierungen seiner Tätigkeiten. Durch seinen Kontakt mit vielen Erfindern und den wichtigen Elektrounternehmen der Gründerzeit der US-Industrie sind sie eine wichtige technik-geschichtliche Quelle. Ferner dokumentieren sie sein außergewöhnliches Leben, die damaligen sozialen Probleme afroamerikanischer Amerikaner und den Kampf um ihre Bürgerrechte.

## Patente
- 147.363 Water closets for railway cars, 10. Februar 1874[3]
- 247.097 Electric lamp, 13. September 1881[5]
- 252.386 Process of Manufacturing Carbons, 17. Januar 1882[2]
- 255.212 Globe supporter for electric lamps, 21. März 1882[6]
- 334.078 Apparatus for cooling and disinfecting, 12. Januar 1886[7]
- 557.076 Locking rack for hats, coats, and umbrellas 24. März 1896[8]
- 968.787 Lamp fixture, 30. August 1910[9]

Zahlreiche Erfindungen von Latimer wurden von ihm nicht patentiert. Sie befinden sich in Notizbüchern. Unter anderem hat er Verbesserungen für Aufzüge notiert und gezeichnet.